# University-National Oceanographic Laboratory System
Le Système de laboratoires océanographiques université-national (UNOLS) est un groupe d'institutions universitaires et de laboratoires nationaux organisés aux États-Unis pour coordonner l'utilisation des navires de recherche pour la recherche océanographique financée par le gouvernement fédéral.

## Autorité
Le système UNOLS est né de la reconnaissance, lors de l'expansion rapide de l'activité océanographique, qu'il n'existait aucun moyen organisé de coordonner les demandes de temps de navire des chercheurs, en particulier ceux d'institutions n'exploitant pas de navires, et que des navires plus coûteux n'étaient pas la solution. L'UNOLS a été agréé en 1971 pour coordonner et soutenir la recherche océanographique financée par le gouvernement fédéral grâce à une utilisation efficace de la flotte .
UNOLS va au-delà de la simple coordination des activités de la flotte. Le système a élaboré des normes et des pratiques standard en matière de comptabilité analytique, de rapports, de services d’information, d’équipements et de services de bord, de autorisations de visite à l’étranger, de sécurité et de coordination pour l’acquisition de nouveaux navires. Dans ce dernier domaine, UNOLS a joué un rôle en influençant les conceptions afin d’appuyer le plus efficacement possible la mission. Cela a influencé la conception de la plupart des navires de recherche américains et étrangers.
Le bureau de l'UNOLS est actuellement situé à la Graduate School of Oceanography de l'université du Rhode Island.

## Soutien, coopération et financement du gouvernement fédéral
Le soutien fédéral et la coopération avec UNOLS se trouvent dans la Fondation nationale pour la science (NSF National Science Foundation), l’Office of Naval Research (ONR), la National Oceanic and Atmospheric Administration (NOAA), l'United States Coast Guard (USCG), l'Institut d'études géologiques des États-Unis (USGS) et le Minerals Management Service (MMS) et autres organismes.
La majorité des navires appartiennent à des organismes fédéraux et sont accessibles à tous les chercheurs financés par le gouvernement fédéral. Les agences fédérales utilisent également le temps de traitement excédentaire pour répondre à certaines de leurs exigences relatives aux navires.

## Navires
Les navires appartiennent aux institutions ou sont le plus souvent cédés à celles-ci et exploités par elles. UNOLS n’est en soi ni l’exploitant ni l'organisme de financement de la recherche. De nombreux navires appartiennent à des agences fédérales, le plus grand nombre appartenant à l'US Navy.
- La Fondation nationale pour la science (NSF) possède des navires exploités par les institutions UNOLS : RV Sikuliaq, RV Oceanus...
- L'Administration nationale des océans et de l’atmosphère (NOAA) exploite un grand navire, le NOAAS Ronald H. Brown (R 104), en coopération avec UNOLS.
- Les brise-glaces de la Garde côtière américaine coopèrent également dans l’organisation des recherches : USCGC Polar Star (WAGB-10), USCGC Healy (WAGB-20)...

Un certain nombre de navires de recherche bien connus ont été membres de la flotte UNOLS. Certains sont maintenant à la retraite ou sont hors service pour UNOLS. Tous les navires de recherche océanographique appartenant à la marine (AGOR), à la différence des levés topographiques, sont maintenant gérés par des institutions appartenant à UNOLS.
Outre les navires, UNOLS aide à programmer des recherches océanographiques en utilisant des aéronefs appartenant à des agences fédérales par l’intermédiaire du Comité scientifique pour la recherche océanographique en aéronef (SCOAR).